# Naturvetareförbundet
Naturvetareförbundet var ett tidigare fackförbund under SACO som riktade sig till de naturvetenskapliga professionsgrupperna. 2009 slogs Naturvetareförbundet och Agrifack ihop till Naturvetarna. 